# كاتب تقني
الكاتب التقني (ويسمى أيضا المتواصل التقني) هو كاتب محترف يصمم، وينشأ، ويحافظ على التوثيق التقني. هذا التوثيق يتضمن المساعدة عبر الانترنت، ودليل المستخدم، والكتب البيضاء، ومواصفات التصميم، ومراجع النظام، وغيرها من الوثائق.
قد ينتج المهندسين، والعلماء، وغيرهم من المهنيين كتابة تقنية، مع تسليم عملهم لكاتب تقني محترف للتصحيح، والتعديل، والتنسيق. يكتب الكاتب التقني توثيق تقني للجمهور التقني، والتجاري، والمستهلكين.

## المهارات
بالإضافة إلى البحث، واللغة، والمهارات الكتابية، يجب توافر المهارات التالية في الكاتب التقني:
- معلومات التصميم
- عمارة المعلومات
- تطوير مواد التدريب
- رسم توضيحي
- الطباعة

قد تدور الكتابة التقنية حول أي موضوع يتطلب تفسيرا لجمهور معين. وليس من المعتاد أن يكون الكاتب التقني خبير بالمجال (SME)، ولكن يجب أن يمتلك الخبرة ويطبقها لمحاورة الخبراء المجال وإجراء البحوث اللازمة لكتابة وثائق دقيقة، وشاملة. وعادة ما توظف الشركات، والحكومات، والمؤسسات الأخرى كتاب تقنيين ليس للخبرة في موضوع معين، ولكن للخبرة في الكتابة التقنية، أي قدرتهم على جمع المعلومات، وتحليل الموضوع والجمهور، وإنتاج وثائق واضحة.
يكتب الكاتب التقني الجيد وثائق دقيقة وكاملة، لا لبس فيها، وموجزة بقدر الإمكان. ينشئ الكتاب التقنيون وثائق في اشكال عديدة: مطبوعة، ووثائق إلكترونية على شبكة الإنترنت أو غيرها، ومواد تدريبية، وسيناريوهات أفلام صناعية.

## المؤهلات
يعمل الكتاب التقنيون تحت عناوين وظيفية عديدة، بما في ذلك المتواصل التقني، ومطور المعلومات، ومهندس تنمية البيانات، ومتخصص الوثائق الفنية. في المملكة المتحدة وبعض الدول الأخرى، غالبا ما يسمى الكاتب التقني بالمؤلف التقني أو مؤلف المعرفة.
غالبا ما يمتلك الكتاب التقنيون خليط من القدرات التقنية واللغوية. قد تكون لديهم درجة أو شهادة في مجال الاتصالات التقنية. والعديد من الكتاب التقنيين يتحولون من حقل تقني آخر مثل الهندسة أو العلوم، بعد تعلم المهارات المطلوبة من خلال فصول الاتصالات التقنية.
يمتلك الكاتب التقني الجيد القدرة على خلق، واستيعاب، ونقل المواد التقنية بطريقة موجزة وفعالة. ويجوز للكاتب التقني أن يتخصص في مجال معين. على سبيل المثال، كاتب واجهة برمجة التطبيقات يعمل في معظم الوقت على وثائق واجهة برمجة التطبيقات، في حين ان الكتاب التقنيين الأخر يتخصصون في مجال التجارة الإلكترونية، أوالتصنيع، أو المواد العلمية، أو المواد الطبية.

## المنهجية
ولإنشاء مستند تقني، يجب أن يفهم الكاتب التقني الجمهور والغرض من المستند. فيجمع الكاتب المعلومات اللازمة من خلال دراسة المواد الموجودة وإجراء مقابلات مع خبراء الموضوع. كما يدرس الكاتب التقني الجمهور لمعرفة احتياجاتهم ومستوى فهمهم التقني.
تتبع الوثائق التقنية الجيدة مبادئ النشر التوجيهية العامة. تقدم الوثائق التقنية بالعديد من الأساليب والأشكال، وهذا يتوقف على الوسيط. تختلف الوثائق المطبوعة والوثائق الفورية لكنها تلتزم بالمبادئ التوجيهية المتطابقة إلى حد كبير مع النثر، وهيكل المعلومات، والتخطيط. وغالبا ما يتبع الكتاب التقنيون التنسيقات المتفق عليها المذكورة في دليل أسلوب القياسي. في الولايات المتحدة، عادة ما يستخدم الكتاب التقنيون دليل أسلوب شيكاغو (CMS). والعديد من الشركات لديها دليل أسلوب خاص لتغطية قضايا محددة خاصة بالشركة كاستخدام الشعار، والعلامات التجارية، وغيرها من جوانب نمط الشركات. وهو الحال مع دليل أسلوب مايكروسوفت للمطبوعات الفنية.
وغالبا ما تتبع المشاريع الهندسية، وبالأخص الدفاعية أو المشاريع الفضائية ذات الصلة، معايير وثائقية وطنية ودولية، مثل ATA100 للطائرات المدنية أو S1000D لمنصات الدفاع.

## البيئة
غالبا ما يعمل الكتاب التقنيون كجزء من فريق الكتابة أو التطوير بمشروع. وبالعادة، ينتهي الكاتب من صياغة مخطط ويمرره إلى واحد أو أكثر من خبراء المجال لإجراء تنقيح تقني لاستعراض دقة واكتمال الوثيقة. وفي بعض الحالات الأخرى يختبر الكاتب أو غيره المستند على أفراد من الجمهور. وفي الفريق القائم بمشروع، يطور الكاتب التوثيق العام للمشروع في حين يعمل باقي أعضاء الفريق على تطوير مناطق أخرى من المشروع. على سبيل المثال، في حين يصمم ويدمج المهندسون النظام، يولد الكاتب التقني الأدلة التي تتماشى مع النظام.

## التطور المهني
لا يوجد مسار وظيفي محدد للكاتب التقني، ولكن يمكن للكتاب التقنيون التنقل في إدارة المشروع أكثر من غيرهم من الكتاب. وقد يرتقي الكاتب التقني إلى مركز كاتب تقني أعلى، والتعامل مع المشاريع المعقدة أو فريق صغير من الكتاب والمحررين. في مجموعات أكبر، قد يتعامل مدير التوثيق مع مشاريع وفرق متعددة.
قد يكتسب أيضا الكتاب التقنيون خبرة في مجال تقني معين ويتشعب في مجالات ذات صلة، مثل تحليل جودة البرمجيات أو تحليل الأعمال. والكاتب التقني الذي يصبح خبيرا في مجال قد ينتقل من العمل ككاتب تقني إلى العمل في هذا المجال.
و أحيانا يُسمى كبير الكتاب التقنيون في بعض ادارات توثيق البرمجيات مساهم فردي (IC). انظر أيضا كاتب واجهة برمجة التطبيقات. في واجهة برمجة التطبيقات/توثيق البرمجيات يعمل المساهم الفردي مع فريق من المطورين أو المختبرين عبر العديد من المواقع المادية. في تطوير البرمجيات في مثل «منظمات أبحاث البرمجيات» هذه، يلعب المساهم الفردي دورا هاما في تقديم واجهة برمجة التطبيقات/توثيق البرمجيات.